# Барнвелд (Вісконсин)
Барнвелд (англ. Barneveld) — селище (англ. village) в США, в окрузі Айова штату Вісконсин. Населення — 1331 особа (2020).

## Географія
Барнвелд розташований за координатами 43°0′43″ пн. ш. 89°53′50″ зх. д. / 43.01194° пн. ш. 89.89722° зх. д. (43.011813, -89.897166).  За даними Бюро перепису населення США в 2010 році селище мало площу 5,02 км², уся площа — суходіл.

## Демографія
Згідно з переписом 2010 року, у селищі мешкала 1231 особа в 457 домогосподарствах у складі 331 родини. Густота населення становила 245 осіб/км².  Було 477 помешкань (95/км²).
Расовий склад населення:
| - 98,2 % — білих - 0,7 % — чорних або афроамериканців - 0,2 % — азіатів - 0,1 % — вихідців з тихоокеанських островів - 0,1 % — корінних американців |

До двох чи більше рас належало 0,7 %. Частка іспаномовних становила 0,2 % від усіх жителів.
За віковим діапазоном населення розподілялося таким чином: 30,5 % — особи молодші 18 років, 61,3 % — особи у віці 18—64 років, 8,2 % — особи у віці 65 років та старші. Медіана віку мешканця становила 32,4 року. На 100 осіб жіночої статі у селищі припадало 96,3 чоловіків;  на 100 жінок у віці від 18 років та старших — 96,8 чоловіків також старших 18 років.
Середній дохід на одне домашнє господарство  становив 80 240 доларів США (медіана — 75 764), а середній дохід на одну сім'ю — 89 672 долари (медіана — 88 594). Медіана доходів становила 52 434 долари для чоловіків та 41 875 доларів для жінок. За межею бідності перебувало 5,4 % осіб, у тому числі 0,7 % дітей у віці до 18 років та 3,4 % осіб у віці 65 років та старших.
Цивільне працевлаштоване населення становило 688 осіб. Основні галузі зайнятості: освіта, охорона здоров'я та соціальна допомога — 28,1 %, роздрібна торгівля — 12,1 %, будівництво — 10,3 %, виробництво — 9,9 %.